# 博德尔维茨
博德尔维茨是德国图林根州的一个市镇。总面积4.60平方公里，总人口607人，其中男性305人，女性302人（2011年12月31日），人口密度132人/平方公里。